# Barbacena (Minas Gerais)
Barbacena is een gemeente in de Braziliaanse deelstaat Minas Gerais. De gemeente telt 138.204 inwoners (schatting 2020).

## Aangrenzende gemeenten
De gemeente grenst aan Alfredo Vasconcelos, Antônio Carlos, Barroso, Carandaí, Desterro do Melo, Dores de Campos, Ibertioga, Oliveira Fortes, Prados, Ressaquinha, Santa Bárbara do Tugúrio, Santos Dumont en São João del-Rei.